# Montesa Brío
La Montesa Brío, escrit sovint Brio, fou un model de motocicleta de turisme fabricat per Montesa entre 1953 i 1963 (a banda d'una segona i curta etapa, el 1970, en què la marca comercialitzà un ciclomotor amb el nom de Brío 50). Al llarg de la seva vida comercial se'n produïren diverses versions, totes elles amb les mateixes característiques generals: motor de dos temps monocilíndric refrigerat per aire de 125 cc (tret de la Brío 50, en què era de 49 cc), bastidor de simple bressol, amortidors anteriors de forquilla convencional i frens de tambor. Pel que fa a l'apartat estètic, totes les Brío es caracteritzaven pel seu color vermell, tret de les versions Brío 81 i Brío 82, que es comercialitzaren també en un inèdit color "verd truita".
Durant la dècada de 1950, la Brío fou un èxit de vendes i esdevingué un dels models més emblemàtics de Montesa, havent estat la base de tota mena de realitzacions; de la Brío en sortiren versions per a competicions de velocitat, resistència, regularitat (la cèlebre Brío Cabra) i motocròs (Pere Pi aconseguí dos campionats estatals d'aquesta modalitat amb sengles Brío 110 adaptades).
L'èxit comercial d'aquest model el mantingué en producció fins que, el 1962, l'empresa decidí de renovar el seu catàleg i substituí la Brío per la que hauria d'esdevenir una de les motocicletes més famoses de la seva història, la Impala.

## Història

### Antecedents: De l'A-45 a la D-51
Montesa presentà el seu primer model de motocicleta, l'A-45, el 17 de juny de 1945 i es constituí finalment com a societat el 3 de febrer de 1947. L'empresa va llançar successivament diversos models derivats de l'A-45 (B-46, B-46/49) fins a arribar a la D-51 de 1951, la primera Montesa a fabricar-se amb el característic color vermell de la marca. La D-51 fou l'antecessora directa de la Brío i incorporava nombrosos avenços tecnològics, com ara suspensió amb forquilla telescòpica anterior i telescòpica lliscant posterior, embragatge en bany d'oli i cubs de fre de fosa.

### 1953: Llançament de la Brío 90
El creixement de Montesa va fer que l'empresa es traslladés a començament de la dècada de 1950 al carrer Pamplona (cantonada Pallars) del Poblenou; un cop allà, la seva contínua evolució tècnica va fructificar en la Brío 90, presentada el febrer del 1953. Amb una estètica aconseguida i de tarannà esportiu, era la primera Montesa amb el carburador instal·lat darrere del cilindre i pistó sense deflector, a més d'importants modificacions al motor que proporcionaven més potència i velocitat d'acceleració. Al març d'aquell any, Montesa participà per primer cop en un saló fora de l'estat espanyol, el XXIII Saló Internacional de l'Automòbil i de la Motocicleta de Ginebra, fet que a l'època representà tot un esdeveniment, ja que, en plena postguerra, era inusual veure productes industrials fets a Espanya fora de les seves fronteres. Pere Permanyer hi presentà personalment la Brío 90, obtenint molt bona acollida per part de la premsa europea, que assajà diversos models de Montesa; les revistes especialitzades en publicaren crítiques molt favorables.
L'any següent, 1954, la Brío 90 obtingué un èxit esportiu important al popular Trofeu Internacional Motociclista de Mònaco. Aquell mateix any, es va presentar a la Fira de Mostres de Barcelona la Brío 80, un model més "utilitari" dotat de rodes de menor diàmetre, pneumàtics de major secció i parafangs més amples. La conducció de la Brío 80 era més suau que la de la 90 i resultava més apta per a circular-hi amb dues places, opció molt habitual a l'època.
La successió d'èxits tècnics, esportius i comercials de l'empresa es ratificà internacionalment arran del Motor Show de Londres, celebrat el novembre de 1954 dins el Saló d'Exposicions d'Earls Court. A banda de la Sprint de velocitat, Montesa hi presentà les versions per a 1955 dels models Brío 80 i Brío 90. L'estand de la marca suscità força curiositat i va ser un dels més visitats. El periodista de la revista Motor Cycling J.P. Griffith, després de provar les Montesa, deixà escrit (en anglès): «Què he après? Que Espanya produeix bones motocicletes que, a més d'anar bé, tenen un bon aspecte.»

### L'adopció del Clausor (1955)
A començaments de 1955 es varen llançar les noves versions de Brío 80 i Brío 90 presentades a Londres, que incorporaven comptaquilòmetres i velocímetre al far, commutador de llums al manillar, nou selló biplaça i una novetat absoluta a la península Ibèrica: un immobilitzador de manillar batejat com a "Clausor". El giny s'adoptava després que Pere Permanyer n'hagués aconseguit la patent a la Fira de Ginebra, gràcies a l'amistat que hi entaulà amb el seu inventor, Abraham Neiman (qui acabà esdevenint propietari de la multinacional homònima). Per tal de desenvolupar el producte, Permanyer creà la Compañía Clausor, de la qual fou el primer president. D'ençà d'aquell moment i durant dècades, gairebé totes les motocicletes fabricades a Catalunya (i a la resta de l'estat) dugueren de sèrie aquell senzill i efectiu sistema antirobatori.
El 9 de desembre de 1955, durant la primera convenció estatal d'Agents Oficials Montesa -celebrada amb motiu del desè aniversari de l'empresa- es va presentar el model Brío 80/56, que oferia nombroses millores amb relació a la versió anterior (entre d'altres: la caixa d'eines amb pany, l'indicador de nivell de benzina, la corona desmuntable o el comptaquilòmetres il·luminat).

### Les Brío 81 i 91
El 1956 es llançà un nou model de caràcter plenament esportiu, la Brío 91, que incorporava quatre velocitats i el selector integrat a la caixa de canvis. A l'edició de les 24 Hores de Montjuïc d'aquell any hi guanyà una Brío pilotada pels germans Arturo i Juan Tei Elizalde, aconseguint també Montesa els llocs segon, tercer i quart a la prova.
L'any següent, 1957, aparegué la Brío 81, una versió més orientada al turisme que incorporava novetats com ara un sistema per a silenciar l'admissió i un volant d'inèrcia per a aconseguir més suavitat. Amb aquest model s'abandonà momentàniament el color vermell habitual per un de nou, un verd-caqui que fou batejat com a "verd truita".

### La sortida de Bultó (1958)

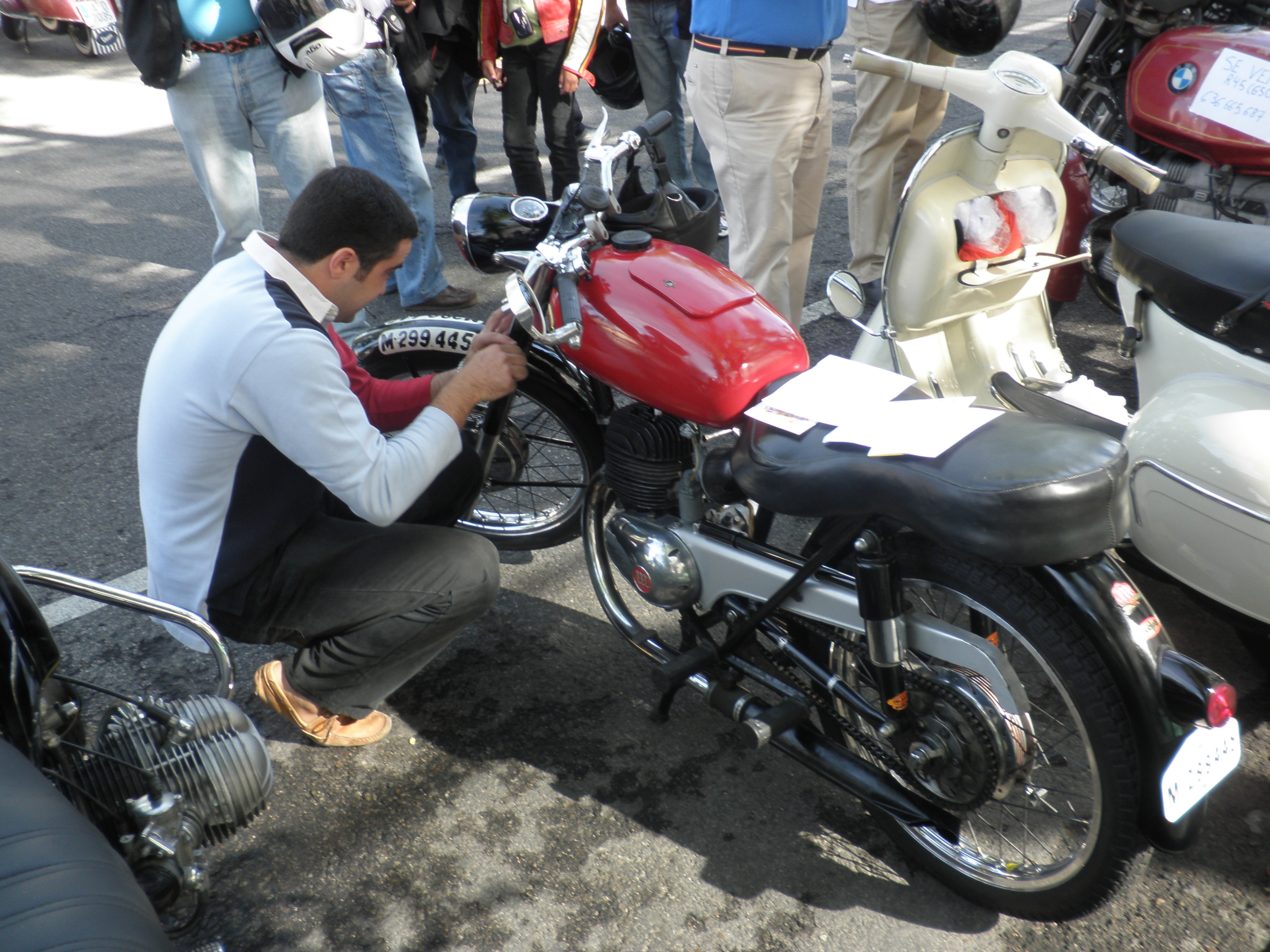
Una Montesa Brío 110, model llançat el 1959 en plena crisi per la fugida de Bultó

El 1958, el règim franquista dicta una sèrie de mesures prèvies a la implantació del Pla Nacional d'Estabilització Econòmica de 1959, mesures altament restrictives pel que fa a la despesa i que obligaren moltes empreses a reorganitzar la seva estructura. Pere Permanyer va proposar de limitar certes despeses, entre les quals les del departament de competició, el qual volia aturar temporalment. En total desacord amb la idea, Francesc Xavier Bultó, soci cofundador de l'empresa i gran defensor de la competició com a estratègia comercial, decidí d'abandonar la societat. L'acompanyaren en la sortida diversos tècnics, pilots i membres del departament de competició, els quals participaren poc després en la fundació de la nova empresa de Bultó: Bultaco es constituïa el 17 de maig d'aquell mateix any.
En moments molt durs per a Montesa, Permanyer va renovar-ne el Consell d'Administració i va reestructurar tots els departaments, situant Leopoldo Milà al capdavant del departament tècnic. Milà no volgué continuar amb el projecte de motor monobloc en què havia estat treballant amb els seus antics companys i va fer foc nou, tot aplicant les seves idees al desenvolupament d'un nou concepte de moto que acabà per cristal·litzar en la Montesa Impala de 1962. Mentre la seva feina anava avançant, encara es varen llançar al mercat algunes evolucions de la Brío, com ara la Brío 82 i la Brío 110.

### La dècada de 1960
Durant la dècada de 1960, Montesa aconseguí de créixer malgrat la clientela atreta per Bultaco i decidí tornar a participar en competicions, especialment en proves de regularitat on la Brío 110 demostrava ser molt competitiva. A començaments de 1962 es preparà el llançament de la futura Montesa Impala amb la cèlebre Operació Impala, durant la qual tres prototipus del nou model travessaren tota l'Àfrica recorrent 20.000 quilòmetres. A la Impala tot era pràcticament nou, des de l'acurat disseny (guanyador el 1962 del Delta d'Or de disseny industrial, atorgat per l'ADI-FAD) fins al potent motor de 175 cc, fàcilment adaptable a la competició.

## Versions
Inicialment, la nomenclatura dels diferents models de la gamma Brío indicava aproximadament la velocitat màxima que podia atènyer el model en concret; així, la Brío 80 podia assolir els 83 km/h i la Brío 90, els 95 km/h. Aquesta pràctica es mantingué gairebé sempre (les Brío 81 i 82 podien arribat als 85 km/h i la Brío 110, als 110 km/h), amb les úniques excepcions de la Brío 91 (que assolia els 105 km/h) i la Brío 50, la qual en ser un ciclomotor no podia passar legalment dels 40 km/h.

### Llista de versions produïdes
| Model                     | Cilindrada                | Id. Model                 | Anys                      | Núm. Sèrie                             | Unitats | Trets característics                                    |
| ------------------------- | ------------------------- | ------------------------- | ------------------------- | -------------------------------------- | ------- | ------------------------------------------------------- |
| Brío 90                   | 125                       | -                         | 1953 - 1956               | MM3536-3538 MM3541-4362                | 824     | Dipòsit vermell amb genollera negra. Selló monoplaça.   |
| Brío 80                   | 125                       | -                         | 1954 - 1955               | MM50001-57028                          | 7.028   | Dipòsit vermell amb genollera negra. Selló monoplaça.   |
|                           |                           |                           |                           |                                        |         |                                                         |
| Brío 80/55                | 125                       | -                         | 1955                      | MM50001-57028                          | ?       | Dipòsit vermell amb genollera negra. Selló biplaça.     |
| Brío 90/55                | 125                       | -                         | 1955 - 1956               | MM4363-5374 MM7818-81178 MM10001-10446 | 1.832   | Dipòsit vermell amb genollera negra. Selló biplaça.     |
|                           |                           |                           |                           |                                        |         |                                                         |
| Brío 80/56                | 125                       | -                         | 1956 - 1957               | MM57029-63793                          | 6.765   | Dipòsit vermell amb genollera negra. Selló més gros.    |
| Brío Cabra                | 125                       | -                         | 1957                      | -                                      | ?       | Brío 80 adaptada a la regularitat                       |
| Brío 91                   | 125                       | -                         | 1956 - 1959               | MM15001-20204                          | 5.204   | Dipòsit vermell amb genollera negra                     |
|                           |                           |                           |                           |                                        |         |                                                         |
| Brío 81                   | 125                       | -                         | 1957 - 1959               | MM70001-88544                          | 18.544  | Dipòsit verd "truita" amb genollera negra               |
| Brío 82                   | 125                       | -                         | 1959 - 1961               | MM88545-96021                          | 7.477   | Dipòsit verd "truita" sense genollera                   |
|                           |                           |                           |                           |                                        |         |                                                         |
| Brío 110                  | 125                       | -                         | 1959 - 1963               | MM20205-26750                          | 6.295   | Dipòsit vermell sense genollera                         |
| Brío 110 S                | 125                       | -                         | 1961 - 1962               | MM24530-24729 MM26139-26188            | 250     | Dipòsit vermell sense genollera. Tub d'escapament únic. |
| Brío Cross                | 125                       | -                         | 1961                      | -                                      | ?       | Brío 110 adaptada al motocròs                           |
|                           |                           |                           |                           |                                        |         |                                                         |
| Brío 50                   | 49                        | 37M                       | 1970 - 1971               | 37M0001-                               | 1.900   | Dipòsit vermell amb franja argentada                    |
| Total d'unitats produïdes | Total d'unitats produïdes | Total d'unitats produïdes | Total d'unitats produïdes | Total d'unitats produïdes              | 56.119  |                                                         |

Notes
1. ↑  Segons altres fonts, els números de sèrie de la primera Brío 90 varen ser aquests: MM.3536.3538,MM3541.5000,MM7818.8178, MM10001.10455,MM10457.10833[16]
2. 1 2  Les 824 unitats de la primera Brío 90 i les 1.832 de la versió "55" s'ajunten sovint en un global de 2.656 unitats per a ambdues versions[16]
3. 1 2  Les 7.028 unitats indicades per a la Brío 80 engloben les de la primera versió i les de la segona ("55")
4. ↑  També coneguda com a Brío 90 S
5. ↑  Segons una altra font, la Cabra derivava d'una Brío 91 de 1957.[17]
6. ↑  D'ençà de la segona sèrie, la Brío 81 deixà de portar la típica genollera lateral negra al dipòsit.
7. ↑  La Brío 82 es comercialitzà en dos acabats diferents: Rural (en color verd truita) i Ciudad (vermell).[18]
8. ↑  Del total de 6.295 Brío 110 fabricades, 227 eren només motors, per a curses de karts

Resum per model
| Model           | Anys            | Unitats |
| --------------- | --------------- | ------- |
| Brío 80         | 1954 - 1957     | 13.793  |
| Brío 81         | 1957 - 1959     | 18.544  |
| Brío 82         | 1959 - 1961     | 7.477   |
| Brío 90         | 1953 - 1956     | 2.656   |
| Brío 91         | 1956 - 1959     | 5.204   |
| Brío 110        | 1959 - 1962     | 6.545   |
|                 |                 |         |
| Brío 50         | 1970 - 1971     | 1.900   |
| Total d'unitats | Total d'unitats | 56.119  |

### 90
La Brío 90 adoptava totes les millores tècniques que Montesa havia anat experimentant en competició i als seus anteriors models B-46/49 i D-51. A banda del motor, molt millorat, duia una nova forquilla anterior telescòpica i uns frens anteriors més eficients.
Fitxa tècnica
| Montesa Brío 90 | Montesa Brío 90                                                      | Montesa Brío 90 |
| --- | -------------------------------------------------------------------- | --------------- |
| Id. Model | -                                                                    |                 |
| Núm. Sèrie | MM.3536.3538, MM3541.5000, MM7818.8178, MM10001.10455, MM10457.10833 |                 |
| Anys | 1953 - 1956                                                          |                 |
| CC | 124,98                                                               |                 |
| Diàmetre x Carrera | 51,5 x 60 mm                                                         |                 |
| Compressió | 7,5:1                                                                |                 |
| CV | 6,3 a 6.000 rpm                                                      |                 |
| Carburador | Irz AE18 18 mm                                                       |                 |
| Canvi | 3 velocitats                                                         |                 |
| Suspensió davant | Forquilla Telehidràulica                                             |                 |
| Suspensió darrera | Telescòpica                                                          |                 |
| Pneumàtic davant | 600 x 65 (21")                                                       |                 |
| Pneumàtic darrera | 600 x 65 (21")                                                       |                 |
| Frens davant | Tambor 125 mm                                                        |                 |
| Frens darrera | Tambor 125 mm                                                        |                 |
| Pes en sec | ?                                                                    |                 |
| Capacitat dipòsit | ?                                                                    |                 |
| Trets característics | Dipòsit vermell amb genollera negra. Selló monoplaça.                |                 |
| \| • Altres \| \| ------------------------------------------------------------------------------------- \| \| - Encesa: FEMSA MAV200.A - Velocitat màxima: 90/95 km/h - Característiques: Esportiva \| |                                                                      |                 |
| • Altres |                                                                      |                 |
| - Encesa: FEMSA MAV200.A - Velocitat màxima: 90/95 km/h - Característiques: Esportiva |                                                                      |                 |

1. ↑  Segons altres fonts, els números de sèrie de la primera Brío 90 varen ser aquests: MM3536-3538 i MM3541-4362[15]

### 80
Cap a finals de 1954, Montesa treu al mercat la Brío 80, una variant més tranquil·la de la reeixida Brío 90. La demanda exigia una moto més dòcil que l'esportiva 90, més apta per a poder-hi passejar i anar a la feina. Ambdues eren, però, gairebé idèntiques; la diferència principal era el tarat de l'encesa i els espiralls modificats, per tal de suavitzar la resposta i poder lliurar la potència de forma més progressiva a partir d'una menor quantitat de revolucions. Cal esmentar, a més, el canvi de les rodes per unes de menor diàmetre (ara de 2,75 x 19) i petits detalls estètics com ara la caixa d'eines, ara amb tancament central amb pany.
Fitxa tècnica
| Montesa Brío 80 | Montesa Brío 80                                       | Montesa Brío 80 |
| --- | ----------------------------------------------------- | --------------- |
| Id. Model | -                                                     |                 |
| Núm. Sèrie | MM50001-57028                                         |                 |
| Anys | 1954 - 1955                                           |                 |
| CC | 124,98                                                |                 |
| Diàmetre x Carrera | 51,5 x 60 mm                                          |                 |
| Compressió | 7:1                                                   |                 |
| CV | 6,5 a 5.400 rpm                                       |                 |
| Carburador | Irz AE18 18 mm                                        |                 |
| Canvi | 3 velocitats                                          |                 |
| Suspensió davant | Forquilla Telehidràulica                              |                 |
| Suspensió darrera | Telescòpica                                           |                 |
| Pneumàtic davant | 2,75 x 19                                             |                 |
| Pneumàtic darrera | 2,75 x 19                                             |                 |
| Frens davant | Tambor 125 mm                                         |                 |
| Frens darrera | Tambor 125 mm                                         |                 |
| Pes en sec | ?                                                     |                 |
| Capacitat dipòsit | ?                                                     |                 |
| Trets característics | Dipòsit vermell amb genollera negra. Selló monoplaça. |                 |
| \| • Altres \| \| ------------------------------------------------------------------------------------ \| \| - Encesa: FEMSA MAV200A.1 - Velocitat màxima: 83 km/h - Característiques: Utilitària \| |                                                       |                 |
| • Altres |                                                       |                 |
| - Encesa: FEMSA MAV200A.1 - Velocitat màxima: 83 km/h - Característiques: Utilitària |                                                       |                 |

### 80/55
La versió 55 es diferenciava de l'anterior Brío 80 pel fet de dur selló biplaça i comptaquilòmetres.
Fitxa tècnica
| Montesa Brío 80/55 | Montesa Brío 80/55                                  |
| --- | --------------------------------------------------- |
| Id. Model | -                                                   |
| Núm. Sèrie | MM50001-57028                                       |
| Anys | 1955                                                |
| CC | 124,98                                              |
| Diàmetre x Carrera | 51,5 x 60 mm                                        |
| Compressió | 7,2:1                                               |
| CV | 6,5 a 5.400 rpm                                     |
| Carburador | 18 mm: Irz AE18/ Arbeo-Dell'Orto MA18/B3            |
| Canvi | 3 velocitats                                        |
| Suspensió davant | Forquilla Telehidràulica                            |
| Suspensió darrera | Telescòpica                                         |
| Pneumàtic davant | 2,75 x 19                                           |
| Pneumàtic darrera | 2,75 x 19                                           |
| Frens davant | Tambor 125 mm                                       |
| Frens darrera | Tambor 125 mm                                       |
| Pes en sec | ?                                                   |
| Capacitat dipòsit | ?                                                   |
| Trets característics | Dipòsit vermell amb genollera negra. Selló biplaça. |
| \| • Altres \| \| ----------------------------------------------------------------------------------- \| \| - Encesa: FEMSA MAV200A1 - Velocitat màxima: 83 km/h - Característiques: Utilitària \| |                                                     |
| • Altres |                                                     |
| - Encesa: FEMSA MAV200A1 - Velocitat màxima: 83 km/h - Característiques: Utilitària |                                                     |

### 90/55
Referida de vegades com a Brío 90 S, la versió 55 es diferenciava de l'anterior Brío 90 pel fet de dur selló biplaça i comptaquilòmetres.
Fitxa tècnica
| Montesa Brío 90/55 | Montesa Brío 90/55                                  |
| --- | --------------------------------------------------- |
| Id. Model | -                                                   |
| Núm. Sèrie | MM4363-5374 MM7818-81178 MM10001-10446              |
| Anys | 1955 - 1956                                         |
| CC | 124,98                                              |
| Diàmetre x Carrera | 51,5 x 60 mm                                        |
| Compressió | 7,5:1                                               |
| CV | 7,2 a 6.000 rpm                                     |
| Carburador | Dell'Orto MA.18/D.3, 18 mm                          |
| Canvi | 3 velocitats                                        |
| Suspensió davant | Forquilla Telehidràulica                            |
| Suspensió darrera | Telescòpica                                         |
| Pneumàtic davant | 600 x 55                                            |
| Pneumàtic darrera | 600 x 55                                            |
| Frens davant | Tambor 125 mm                                       |
| Frens darrera | Tambor 125 mm                                       |
| Pes en sec | ?                                                   |
| Capacitat dipòsit | ?                                                   |
| Trets característics | Dipòsit vermell amb genollera negra. Selló biplaça. |
| \| • Altres \| \| ------------------------------------------------------------------------------------- \| \| - Encesa: FEMSA MAV200.A - Velocitat màxima: 90/95 km/h - Característiques: Esportiva \| |                                                     |
| • Altres |                                                     |
| - Encesa: FEMSA MAV200.A - Velocitat màxima: 90/95 km/h - Característiques: Esportiva |                                                     |

### 80/56
La versió de la Brío 80 de 1956, anomenada Brío 80/56, incorporava canvis de disseny com ara el dipòsit sense encaixonat posterior i amb un pràctic marcador de nivell (consistent en un tub prim de plàstic transparent) a la part del davant, o la caixa d'eines més gran amb pany i clau. El seient era més gros i tou, guanyant així comoditat. En l'aspecte mecànic, cal destacar un canvi destinat a abaratir costos: el cilindre deixava de ser d'aliatge encamisat i passava a ser de fosa. El motor continuava amb el mateix cubicatge (124,98 cc) i potència (6,5 CV a 5.400 rpm), essent alimentat per un carburador Dell'Orto MA 18 B3.
Fitxa tècnica
| Montesa Brío 80/56 | Montesa Brío 80/56                                   | Montesa Brío 80/56 |
| --- | ---------------------------------------------------- | ------------------ |
| Id. Model | -                                                    |                    |
| Núm. Sèrie | MM57029-63793                                        |                    |
| Anys | 1956 - 1957                                          |                    |
| CC | 124,98                                               |                    |
| Diàmetre x Carrera | 51,5 x 60 mm                                         |                    |
| Compressió | 7,2:1                                                |                    |
| CV | 6,5 a 5.400 rpm                                      |                    |
| Carburador | Dell'Orto MA18/B3, 18 mm                             |                    |
| Canvi | 3 velocitats                                         |                    |
| Suspensió davant | Forquilla Telehidràulica                             |                    |
| Suspensió darrera | Telescòpica                                          |                    |
| Pneumàtic davant | 2,75 x 19                                            |                    |
| Pneumàtic darrera | 2,75 x 19                                            |                    |
| Frens davant | Tambor 125 mm                                        |                    |
| Frens darrera | Tambor 125 mm                                        |                    |
| Pes en sec | 75 kg                                                |                    |
| Capacitat dipòsit | ?                                                    |                    |
| Trets característics | Dipòsit vermell amb genollera negra. Selló més gros. |                    |
| \| • Altres \| \| ---------------------------------------------------------- \| \| - Velocitat màxima: 83 km/h - Característiques: Utilitària \| |                                                      |                    |
| • Altres |                                                      |                    |
| - Velocitat màxima: 83 km/h - Característiques: Utilitària                                                                                       |                                                      |                    |

### Cabra

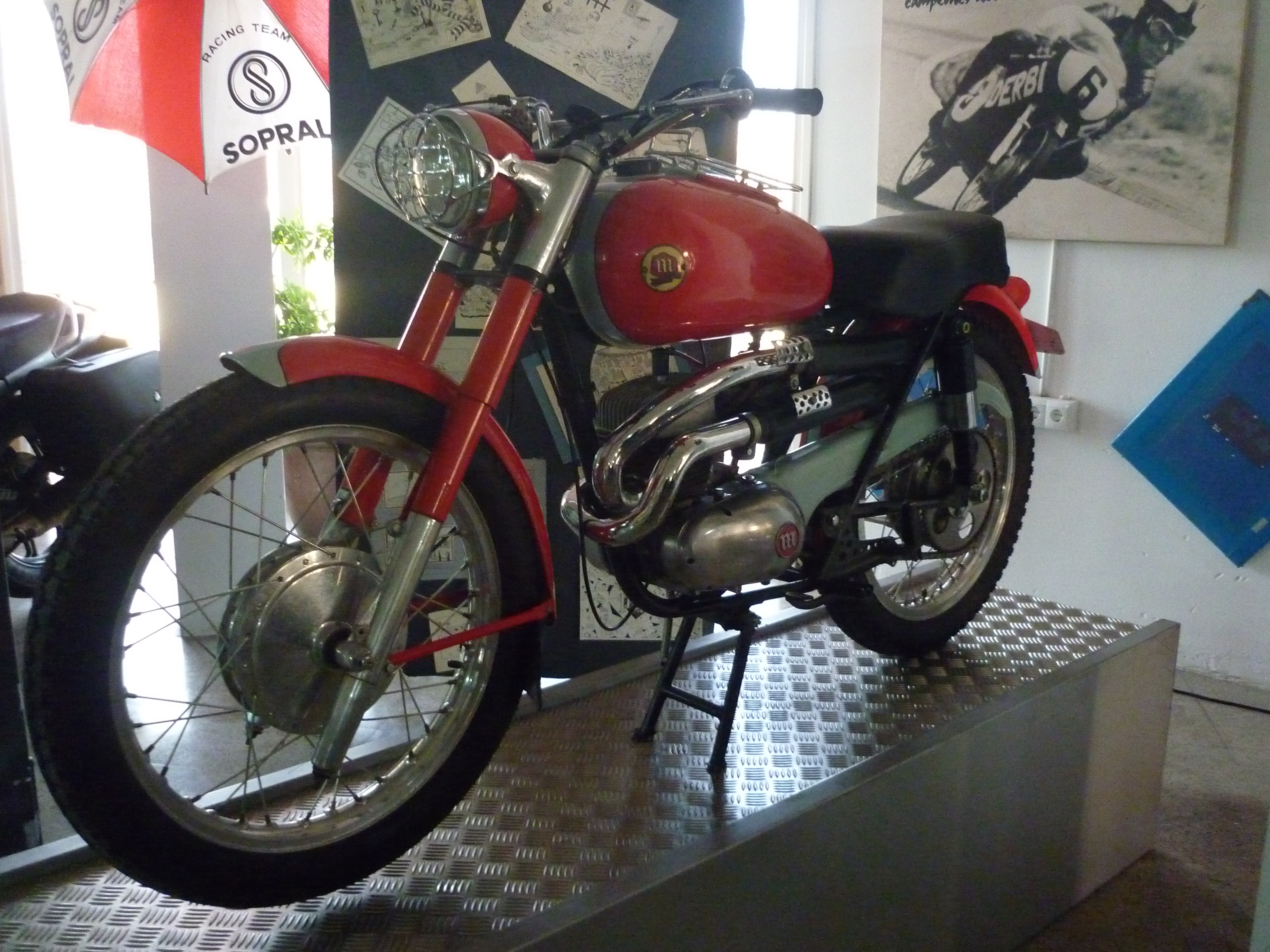
Reproducció de la Montesa Brío "Cabra" original dels anys 50

Durant la dècada de 1950, l'actual disciplina de l'enduro s'anomenava encara Regularitat i s'assemblava més als ral·lis que no pas ara. Cap a 1955, Juan "Tei" Elizalde participà en els Dos Dies de Gal·les juntament amb el seu company d'equip a Montesa, Josep Maria Llobet "Turuta", per bé que en anar-hi amb motos de carretera no hi pogueren fer gran cosa. Malgrat tot, en tornar, Tei Elizalde encoratjà Pere Permanyer i Francesc Xavier Bultó a preparar un model més específic per a aquesta especialitat, cosa que finalment feren tot adaptant una Brío 80. A aquell model li donaren mig de broma el nom de "Cabra", nom que anys a venir s'adoptaria oficialment per als famosos models de motocròs de la casa, les Cappra.
La Cabra es diferenciava de les Brío de carretera pels seus tubs d'escapament elevats (ajuntats pel mateix costat i protegits contra les cremades), el cobertor de cadenes retallat, el parafang anterior un xic elevat, el filtre d'aire especial i els pneumàtics de tacs. També se li instal·len unes bosses sobre del dipòsit.
1. ↑  Segons una altra font, la Cabra derivava d'una Brío 91 de 1957.[17]

### 91
Amb la versió 91, La Brío incorporava per primer cop un canvi de quatre velocitats. Era una esportiva la velocitat de la qual va fer necessari d'instal·lar-li amortiment posterior (fou el primer model de la marca a dur-ne), inicialment de fricció seca tipus "tisora" i, més tard, per mitjà de dos amortidors hidràulics addicionals en paral·lel.
Fitxa tècnica
| Montesa Brío 91 | Montesa Brío 91                     | Montesa Brío 91 |
| --- | ----------------------------------- | --------------- |
| Id. Model | -                                   |                 |
| Núm. Sèrie | MM15001-20204                       |                 |
| Anys | 1956 - 1959                         |                 |
| CC | 124,98                              |                 |
| Diàmetre x Carrera | 51,5 x 60 mm                        |                 |
| Compressió | 39091                               |                 |
| CV | 10 a 6.000 rpm                      |                 |
| Carburador | DellOrto 3, 22 mm                   |                 |
| Canvi | 4 velocitats                        |                 |
| Suspensió davant | Forquilla Telehidràulica            |                 |
| Suspensió darrera | Telescòpica amb ajuda               |                 |
| Pneumàtic davant | 2,50 x 19                           |                 |
| Pneumàtic darrera | 2,75 x 19                           |                 |
| Frens davant | Tambor 125 mm                       |                 |
| Frens darrera | Tambor 125 mm                       |                 |
| Pes en sec | 75 kg                               |                 |
| Capacitat dipòsit | ?                                   |                 |
| Trets característics | Dipòsit vermell amb genollera negra |                 |
| \| • Altres \| \| -------------------------------------------------------------------------------------- \| \| - Encesa: FEMSA VAR32.5 - Velocitat màxima: 100/105 km/h - Característiques: Esportiva \| |                                     |                 |
| • Altres |                                     |                 |
| - Encesa: FEMSA VAR32.5 - Velocitat màxima: 100/105 km/h - Característiques: Esportiva |                                     |                 |

1. ↑  D'ençà de 1957, la Brío 91 lliurava 10,9 CV a 6.000 rpm

### 81
La Brío 81, coneguda popularment com a La Truita pel seu color verd, era més silenciosa (gràcies a un nou silenciador d'admissió, produïa només 72 decibels), més suau i més còmoda, amb més capacitat de càrrega i més neta; el motor era molt elàstic i facilitava una conducció suau, gràcies al seu nou volant d'inèrcia (volant que feia augmentar de mida el nou càrter, desenvolupat per a encabir-lo). Segons els fullets publicitaris de l'època, era una motocicleta «de condicions excepcionals per a viatge, treball i turisme».
Fitxa tècnica
| Montesa Brío 81 | Montesa Brío 81                           | Montesa Brío 81 |
| --- | ----------------------------------------- | --------------- |
| Id. Model | -                                         |                 |
| Núm. Sèrie | MM70001-88544                             |                 |
| Anys | 1957 - 1959                               |                 |
| CC | 124,98                                    |                 |
| Diàmetre x Carrera | 51,5 x 60 mm                              |                 |
| Compressió | 7:1                                       |                 |
| CV | 6,5 a 5.400 rpm                           |                 |
| Carburador | Dell'Orto MA.18/B3 Irz AE18, 18 mm        |                 |
| Canvi | 3 velocitats                              |                 |
| Suspensió davant | Forquilla Telehidràulica                  |                 |
| Suspensió darrera | Telescòpica                               |                 |
| Pneumàtic davant | 2,75 x 19                                 |                 |
| Pneumàtic darrera | 2,75 x 19                                 |                 |
| Frens davant | Tambor 125 mm                             |                 |
| Frens darrera | Tambor 125 mm                             |                 |
| Pes en sec | 84 kg                                     |                 |
| Capacitat dipòsit | 12 litres                                 |                 |
| Trets característics | Dipòsit verd "truita" amb genollera negra |                 |
| \| • Altres \| \| ------------------------------------------------------------------------------------------------------- \| \| - Encesa: FEMSA VAR32.1 - Velocitat màxima: 85 km/h - Consum: 3 l/100 km - Característiques: Utilitària \| |                                           |                 |
| • Altres |                                           |                 |
| - Encesa: FEMSA VAR32.1 - Velocitat màxima: 85 km/h - Consum: 3 l/100 km - Característiques: Utilitària |                                           |                 |

1. ↑  D'ençà de la segona sèrie, la Brío 81 deixà de portar la típica genollera lateral negra al dipòsit.

### 82
La Brío 82 era gairebé idèntica estèticament a la versió anterior. Tècnicament, l'única diferència era l'absència del volant d'inèrcia que incorporava la Brío 81.
Fitxa tècnica
| • Mesures |
| --- |
| - Longitud total: 1.890 mm - Distància entre eixos: 1.260 mm - Manillar (ample x alt): 620 x 930 mm - Alçada selló: 740 mm - Alçada mínima sobre el terra: 170 mm |

| • Altres                                                                           |
| ---------------------------------------------------------------------------------- |
| - Encesa: FEMSA VAR32.1 - Velocitat màxima: 85 km/h - Característiques: Utilitària |

1. ↑  La Brío 82 es comercialitzà en dos acabats diferents: Rural (en color verd truita) i Ciudad (vermell).[18]

### 110
Basada en la Brío 91 i llançada el 1959, la Brío 110 fou la primera moto que produí Montesa després de la marxa de Francesc Xavier Bultó; ha estat considerada la baula de transició entre les sèries Brío i Impala. Mantenia el mateix motor de 125 cc que la seva antecessora, la Brío 91, però el xassís era totalment nou, destacant-hi el basculant posterior amb doble amortidor i uns frens clarament més potents. Amb aquesta moto s'arribaven a superar els 110 km/h i fins i tot es va llançar un kit de velocitat per a treure-li més profit.

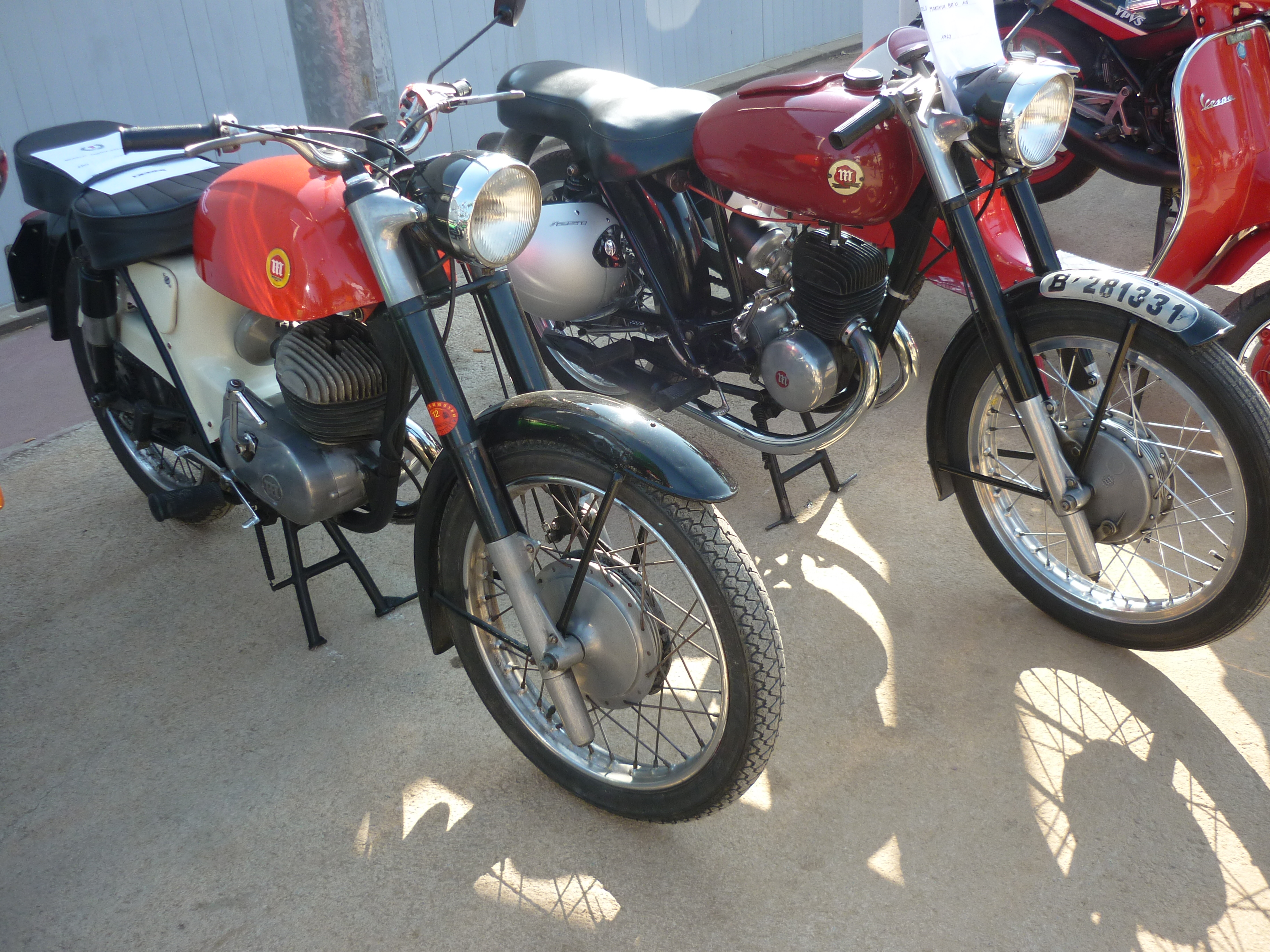
Una Brío 110 (dreta) al costat de la seva successora, la Montesa Impala

La Brío 110 era una motocicleta eminentment esportiva, amb força nervi, potència i senzillesa, qualitats que unides a la seva resistència en permetien l'ús continuat durant milers de quilòmetres. El seu motor gaudia d'una gran facilitat per a pujar de voltes, permetent de circular a règims alts amb seguretat gràcies a l'estabilitat proporcionada pel seu xassís de bressol simple i el seu pes reduït (només 85 kg), complementat tot això per uns potents frens de 180 mm que oferien confiança a l'hora de pilotar. Pel que fa a la seva relació de canvi, molt suau i amb un correcte esglaonament, permetia treure el màxim profit del seu motor i arribar fins als 115 km/h. La suavitat de funcionament era un tret general de la moto, destacant la finor i efectivitat de la palanca de canvi i l'embragatge, així com el baix nivell de vibracions. El consum, a més, no era excessiu i amb 4 litres es podien fer 100 km a un ritme alt i en conducció esportiva.
La Brío 110 esdevingué aviat una dura competència per a la Tralla 101 de Bultaco, apareguda poc abans (de fet, fins i tot en les sigles s'hi assemblava). La competitivitat que es va establir entre ambdues marques durant les dècades de 1960 i 1970 (a la qual s'hi uní també OSSA) va augmentar notablement el nivell de qualitat dels respectius models d'aquests fabricants, elevant a altes cotes el prestigi internacional del motociclisme català. Durant anys, la Brío 110 i la Bultaco Tralla 101, la seva principal competidora, foren conegudes arreu del món com a dues excel·lents motos de petita cilindrada que podien competir, i fins i tot superar, amb models de més cilindrada i anomenada.
Fitxa tècnica
| Montesa Brío 110 | Montesa Brío 110                | Montesa Brío 110 |
| --- | ------------------------------- | ---------------- |
| Id. Model | -                               |                  |
| Núm. Sèrie | MM20205-26750                   |                  |
| Anys | 1959 - 1963                     |                  |
| CC | 124,98                          |                  |
| Diàmetre x Carrera | 51,5 x 60 mm                    |                  |
| Compressió | 39091                           |                  |
| CV | 10,5 a 6.500 rpm                |                  |
| Carburador | Irz 22AE01 Dell'Orto, 22 mm     |                  |
| Canvi | 4 velocitats                    |                  |
| Suspensió davant | Forquilla Telehidràulica        |                  |
| Suspensió darrera | Doble amortidor Telesco         |                  |
| Pneumàtic davant | 2,75 x 19                       |                  |
| Pneumàtic darrera | 2,75 x 19                       |                  |
| Frens davant | Tambor 180 mm                   |                  |
| Frens darrera | Tambor 180 mm                   |                  |
| Pes en sec | 85 kg                           |                  |
| Capacitat dipòsit | 15 litres                       |                  |
| Trets característics | Dipòsit vermell sense genollera |                  |
| \| • Altres \| \| ------------------------------------------------------------------------------------------------------------------ \| \| - Encesa: FEMSA VAR42-1 - Velocitat màxima: 108/110 km/h[b] - Consum: 4 l/100 km[31] - Característiques: Esportiva \| |                                 |                  |
| • Altres |                                 |                  |
| - Encesa: FEMSA VAR42-1 - Velocitat màxima: 108/110 km/h - Consum: 4 l/100 km - Característiques: Esportiva |                                 |                  |

Notes
1. ↑  Tot i que altres fonts indiquen 11,5 CV a 6.500 rpm per a la Brío 110,[31] aquest valor es refereix probablement a la Brío 110 S.
2. ↑  115 km/h segons una altra font.[31]

### 110 S
La Brío 110 S (amb "S" de Sport) era una versió especial derivada de la Brío 110, desenvolupada per tal de poder competir als circuits (en curses de motocicletes de producció) amb la seva gran rival, la Bultaco Tralla 101. Fou coneguda popularment com a "Monotub" pel fet de portar un sol tub d'escapament, de major diàmetre, en comptes dels dos tradicionals de les Brío.
Fitxa tècnica
| Montesa Brío 110 S | Montesa Brío 110 S                                      | Montesa Brío 110 S |
| --- | ------------------------------------------------------- | ------------------ |
| Id. Model | -                                                       |                    |
| Núm. Sèrie | MM24530-24729 MM26139-26188                             |                    |
| Anys | 1961 - 1962                                             |                    |
| CC | 124,98                                                  |                    |
| Diàmetre x Carrera | 51,5 x 60 mm                                            |                    |
| Compressió | 9,75:1                                                  |                    |
| CV | 11,5 a 6.500 rpm                                        |                    |
| Carburador | Irz Dell'Orto UB22BS2, 22 mm                            |                    |
| Canvi | 4 velocitats                                            |                    |
| Suspensió davant | Forquilla Telehidràulica                                |                    |
| Suspensió darrera | Amortidors doble efecte                                 |                    |
| Pneumàtic davant | 2,75 x 19                                               |                    |
| Pneumàtic darrera | 2,75 x 19                                               |                    |
| Frens davant | Tambor 180 mm                                           |                    |
| Frens darrera | Tambor 180 mm                                           |                    |
| Pes en sec | ?                                                       |                    |
| Capacitat dipòsit | 15 litres?                                              |                    |
| Trets característics | Dipòsit vermell sense genollera. Tub d'escapament únic. |                    |
| \| • Altres \| \| --------------------------------------------------------------------------------------------- \| \| - Encesa: MOTOPLAT E28-137-17D - Velocitat màxima: 108/110 km/h - Característiques: Esportiva \| |                                                         |                    |
| • Altres |                                                         |                    |
| - Encesa: MOTOPLAT E28-137-17D - Velocitat màxima: 108/110 km/h - Característiques: Esportiva |                                                         |                    |

### Cross

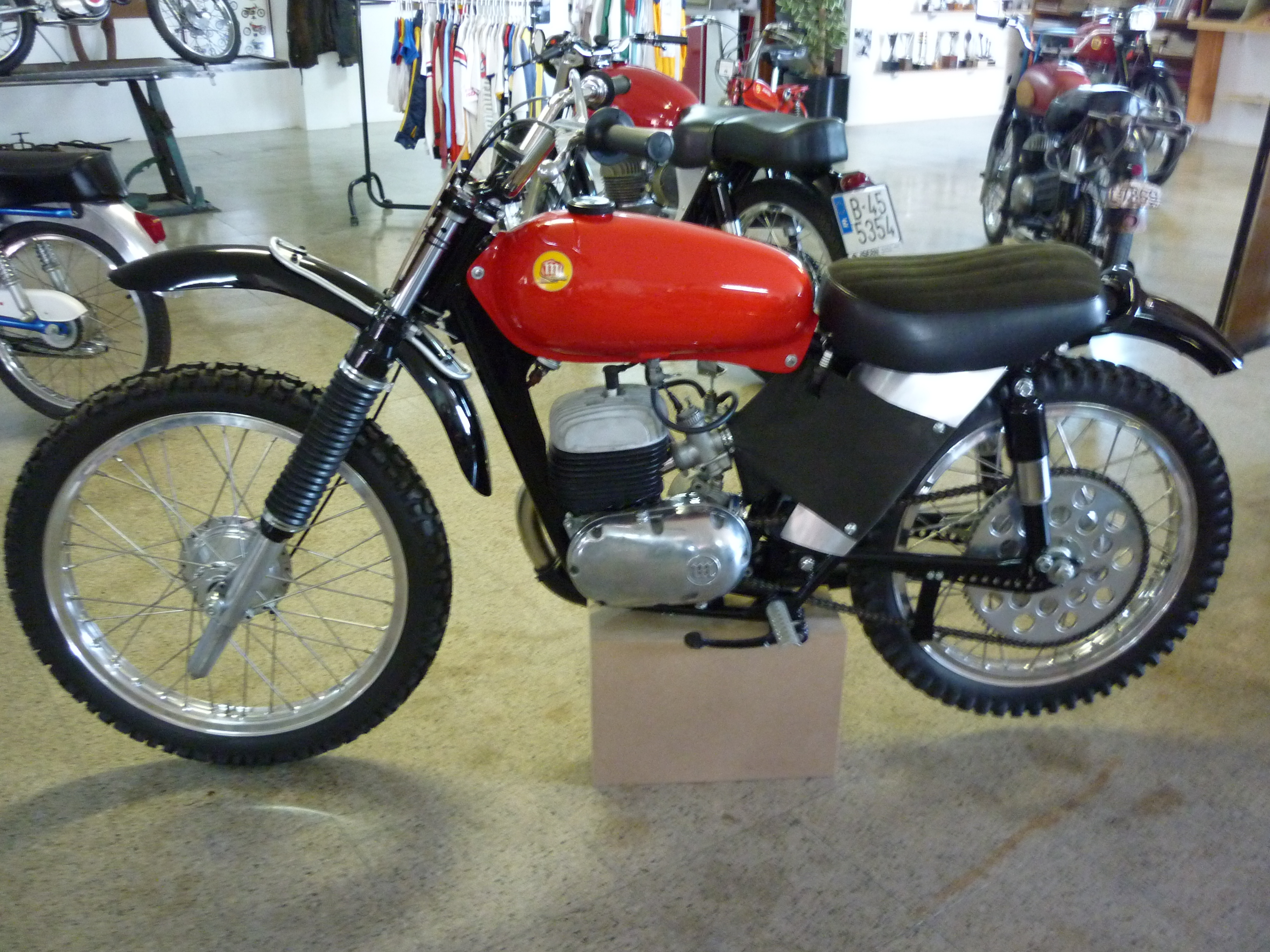
La Montesa Brío Cross que pilotà Pere Pi el 1960

Al febrer de 1960, en uns moments en què el motocròs es consolidava fortament a Catalunya, Montesa fitxà l'oficial de Derbi Pere Pi per tal de poder plantar cara al potent equip de Bultaco. Només una setmana després, Pi disputà la seva primera cursa amb Montesa, el "I Moto-Cross Internacional de Barcelona" al Circuit de Pedralbes. Atès que no hi havia hagut temps de preparar un prototipus per a l'ocasió, hi pilotà una Brío 110 de sèrie, equipada simplement amb pneumàtics de cross i un plat de major diàmetre, però hagué d'abandonar en trencar-se-li el canvi de marxes durant la cursa.
Tot seguit, Montesa evolucionà i adaptà plenament al motocròs aquella Brío 110, amb suspensió anterior més gruixuda, dipòsit petit, selló curt i manillar ample. Durant el 1960, Pi va aconseguir diverses victòries amb aquella moto. L'any següent, 1961, Montesa va produir algunes unitats de Brío Cross, mentre Pere Pi competia amb la de 125 cc i amb una altra, equipada amb el motor de la futura Impala (encara en fase de proves), en la categoria de 250cc. Els resultats de Pi foren d'allò més reeixit: guanyà els campionats d'Espanya de motocròs de 125 i de 250 cc i va vèncer a la cursa estatal del II Moto-Cross Internacional de Barcelona; a partir d'aleshores, encara va guanyar quatre campionats estatals més de motocròs, però ja amb models derivats totalment de la Impala: la Impala Cross i la LA Cross 66.

### 50
La Brío 50 era un ciclomotor de disseny esportiu. Com la major part dels ciclomotors Montesa, duia un motor de la firma alemanya Jlo (concretament, del model G50), el qual fabricava sota llicència l'empresa catalana.
Fitxa tècnica
| Montesa Brío 50 | Montesa Brío 50                      | Montesa Brío 50 |
| --- | ------------------------------------ | --------------- |
| Id. Model | 37M                                  |                 |
| Núm. Sèrie | 37M0001-                             |                 |
| Anys | 1970 - 1971                          |                 |
| CC | 48,76                                |                 |
| Diàmetre x Carrera | 38 x 43 mm                           |                 |
| Compressió | 8:1                                  |                 |
| CV | 1,6 a 6.400 rpm                      |                 |
| Carburador | Irz 10/14M, 10 mm                    |                 |
| Canvi | 3 velocitats                         |                 |
| Suspensió davant | Forquilla telescòpica                |                 |
| Suspensió darrera | Amortidors hidràulics                |                 |
| Pneumàtic davant | 2,25 x 18                            |                 |
| Pneumàtic darrera | 2,25 x 18                            |                 |
| Frens davant | Tambor 100 mm                        |                 |
| Frens darrera | Tambor 100 mm                        |                 |
| Pes en sec | ?                                    |                 |
| Capacitat dipòsit | ?                                    |                 |
| Trets característics | Dipòsit vermell amb franja argentada |                 |
| \| • Altres \| \| --------------------------------------------------------------------------------------------------------------- \| \| - Encesa: Magneto alternador al volant MOTOPLAT V.M. - Velocitat màxima: 40 km/h - Característiques: Ciclomotor \| |                                      |                 |
| • Altres |                                      |                 |
| - Encesa: Magneto alternador al volant MOTOPLAT V.M. - Velocitat màxima: 40 km/h - Característiques: Ciclomotor |                                      |                 |

1. ↑  9:1 d'ençà de 1971